# Брусенка
Брусенка — река в России, протекает в Вологодской области, в Нюксенском районе. Устье реки находится в 192 км по правому берегу реки Сухона. Длина реки составляет 13 км.
Брусенка образуется слиянием Большой Брусенки (правая составляющая) и Малой Брусенки (левая) в центре деревни Слекишино (Городищенское сельское поселение). Генеральное направление течения - на запад. Крупных притоков не имеет. В среднем течении на правом берегу реки стоит деревня Большая Горка. В устье Брусенки находятся ещё две деревни - Брусенец (правый берег) и Пустыня (левый берег).

## Данные водного реестра
По данным государственного водного реестра России относится к Двинско-Печорскому бассейновому округу, водохозяйственный участок реки — Северная Двина от начала реки до впадения реки Вычегда, без рек Юг и Сухона (от истока до Кубенского гидроузла), речной подбассейн реки — Сухона. Речной бассейн реки — Северная Двина.
По данным геоинформационной системы водохозяйственного районирования территории РФ, подготовленной Федеральным агентством водных ресурсов: 
- Код водного объекта в государственном водном реестре — 03020100312103000008916
- Код по гидрологической изученности (ГИ) — 103000891
- Код бассейна — 03.02.01.003
- Номер тома по ГИ — 03
- Выпуск по ГИ — 0